# 立石 (葛飾区)

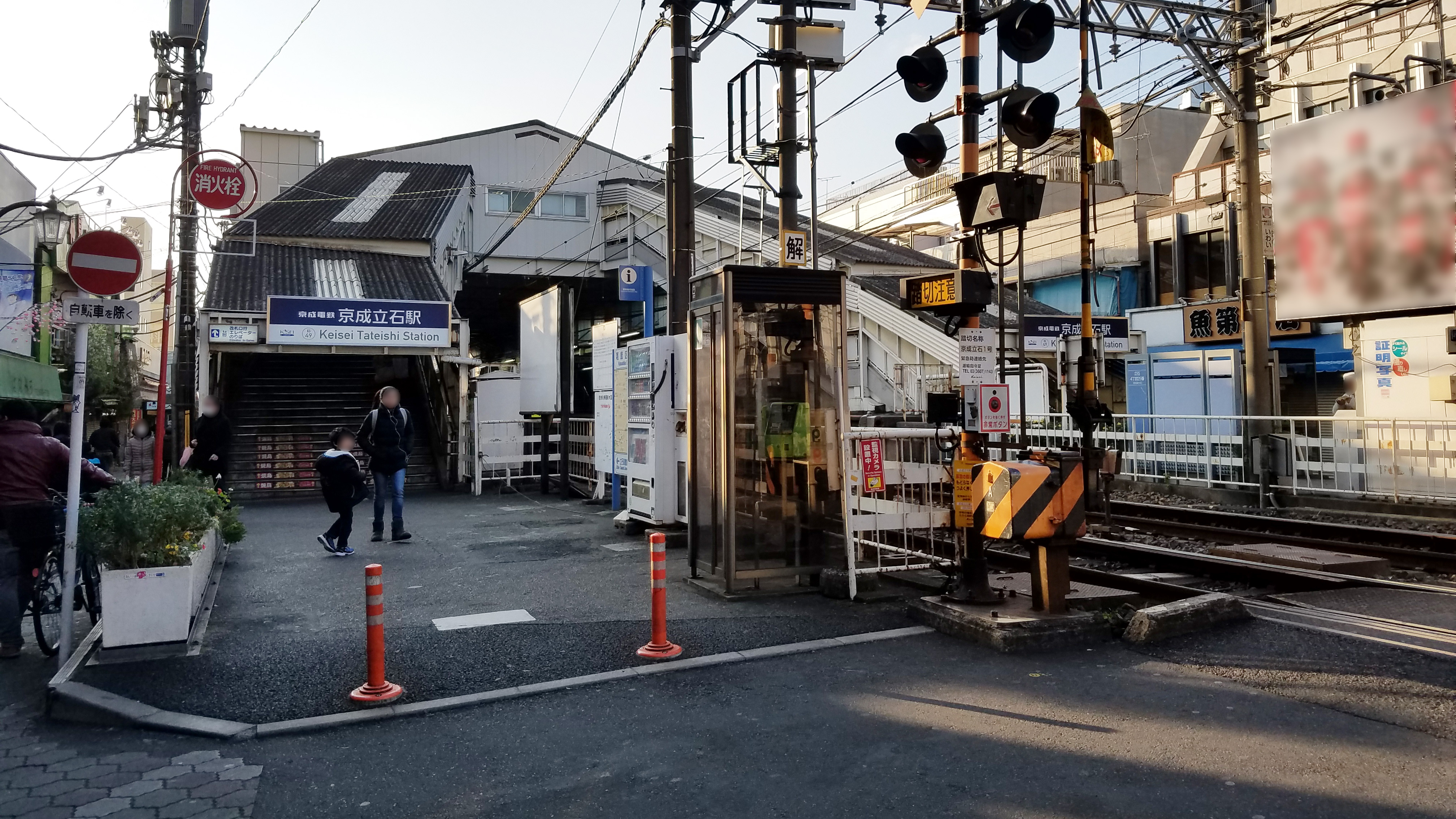
京成立石駅

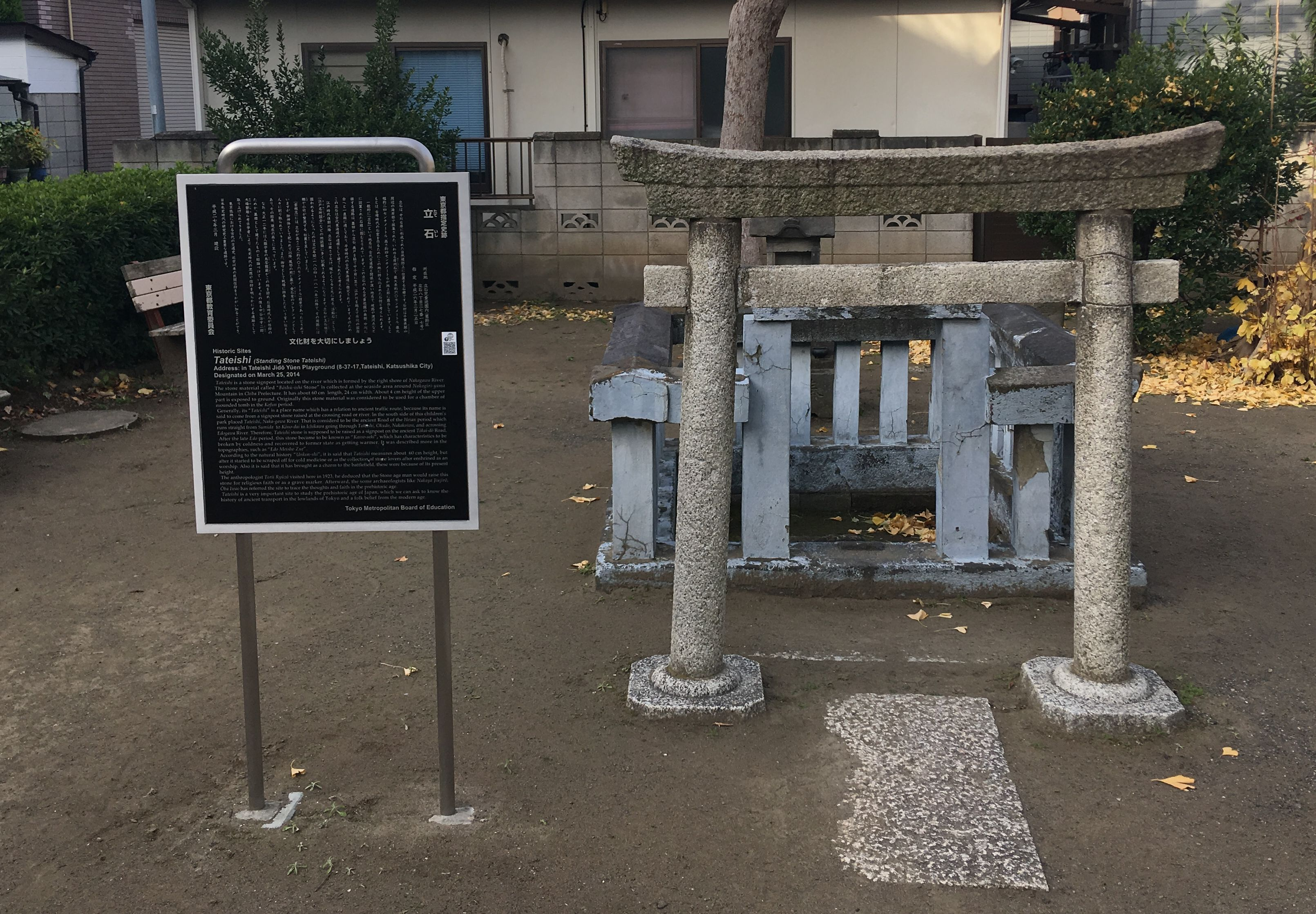
立石様

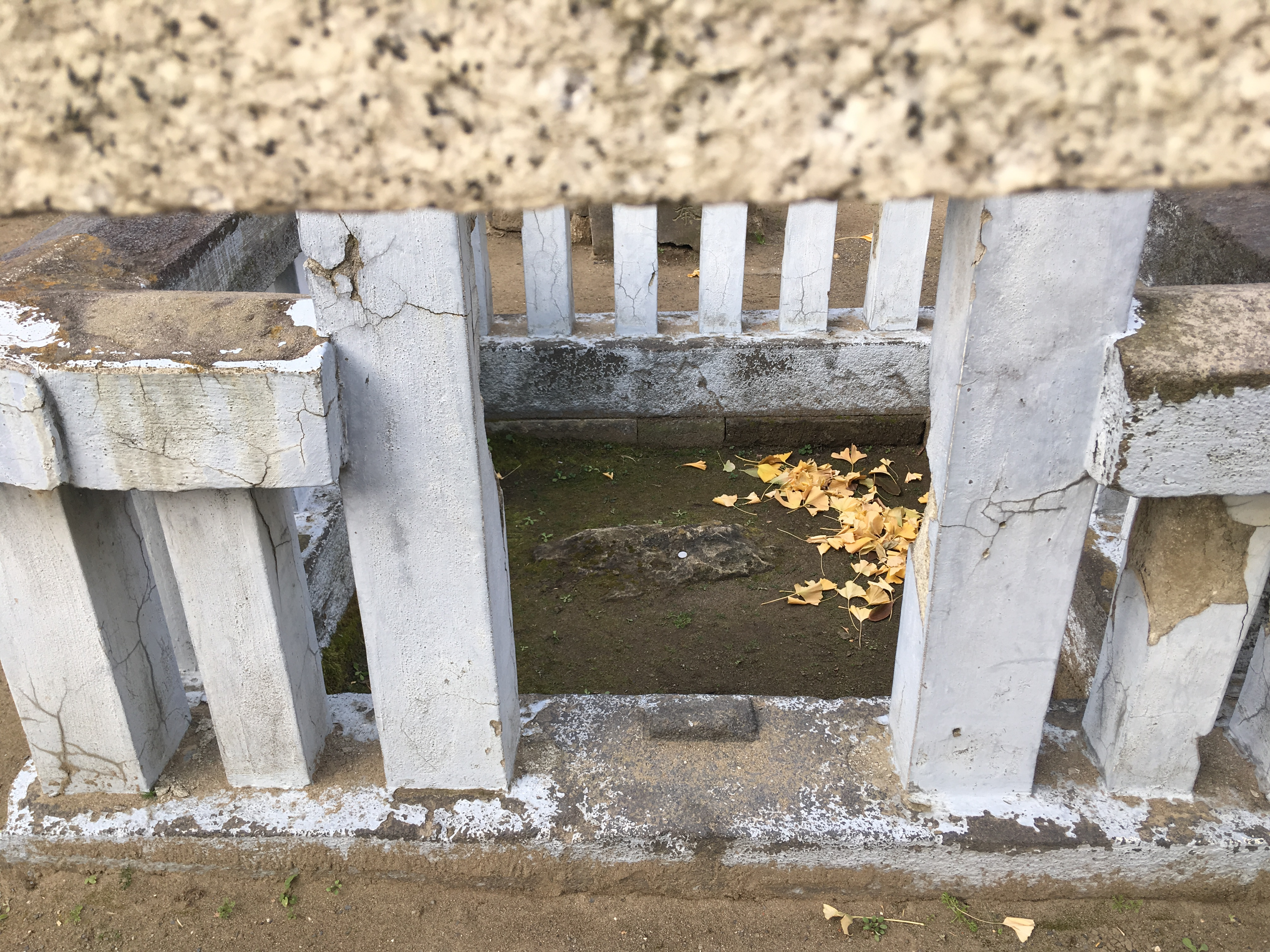
玉垣の中の立石様

立石（たていし）は、東京都葛飾区の地名。現行の行政地名は立石一丁目から八丁目。住居表示実施済区域。

## 地理
葛飾区中西部、中川の西岸に位置し、亀有の約3km南方にある。葛飾区役所の所在地でもあり、葛飾区の行政の中心地を担っている。町域は西は国道6号を、南西部は東京都道308号千住小松川葛西沖線（平和橋通り）を境に四つ木に接している。南は奥戸街道を境に東立石に、東は中川を境に奥戸にそれぞれ接している。かつては湿地帯を開拓した水田が広がり、海抜ゼロメートル地帯である。
町の北東にある京成本線は青戸との町界になっている。京成本線と青砥駅で合流する京成押上線が貫いており、地域の中心である京成立石駅が所在する。駅前には立石仲見世商店街の他、立石駅前通り商店街、スーパーマーケット（ヨークフーズ立石店）などがひしめく。安い居酒屋やスナック、バーが多い「せんべろの街」としても知られていた。だが路地は車の通行が困難なほど狭く、駐車スペースもほとんどない。建物の老朽化などもあり、京成押上線の高架化に合わせた駅前の大規模再開発が進められており、北口では2023年9月の工事開始を前に移転、廃業した店が目立つ。
町内の商業エリアとしてはこのほか、区役所周辺（オリンピックやサミット、コジマなど）、奥戸街道沿いなどがある。周辺はかつて中小の工場が多い土地柄であったが、近年はその跡地を利用したマンション建設が盛んである。
町内には葛飾区役所のほか、葛飾税務署、葛飾警察署、かつしかシンフォニーヒルズ（文化会館）、葛飾エフエム放送などの公共施設が集中しており、葛飾区の行政上の中心地である。町名の由来となった立石様、安倍晴明が勧請したと伝えられる立石熊野神社などの史跡がある。
一方、東立石は中川湾曲部に囲まれた袋状の地域で、町内には本田消防署、渋江公園などがある。
なお、現在の立石、東立石、四つ木、東四つ木・宝町を合わせた地域は、1965年から1966年に住居表示が実施されるまで本田（ほんでん）と呼ばれていた。本田消防署の名、葛飾警察署の旧称本田警察署の名はこれに由来している。

### 地価
住宅地の地価は、2025年（令和7年）1月1日の公示地価によれば、立石2-5-10の地点で37万8000円/m2、立石5-23-2の地点で38万4000円/m2となっている。

## 歴史

### 古墳時代から中世

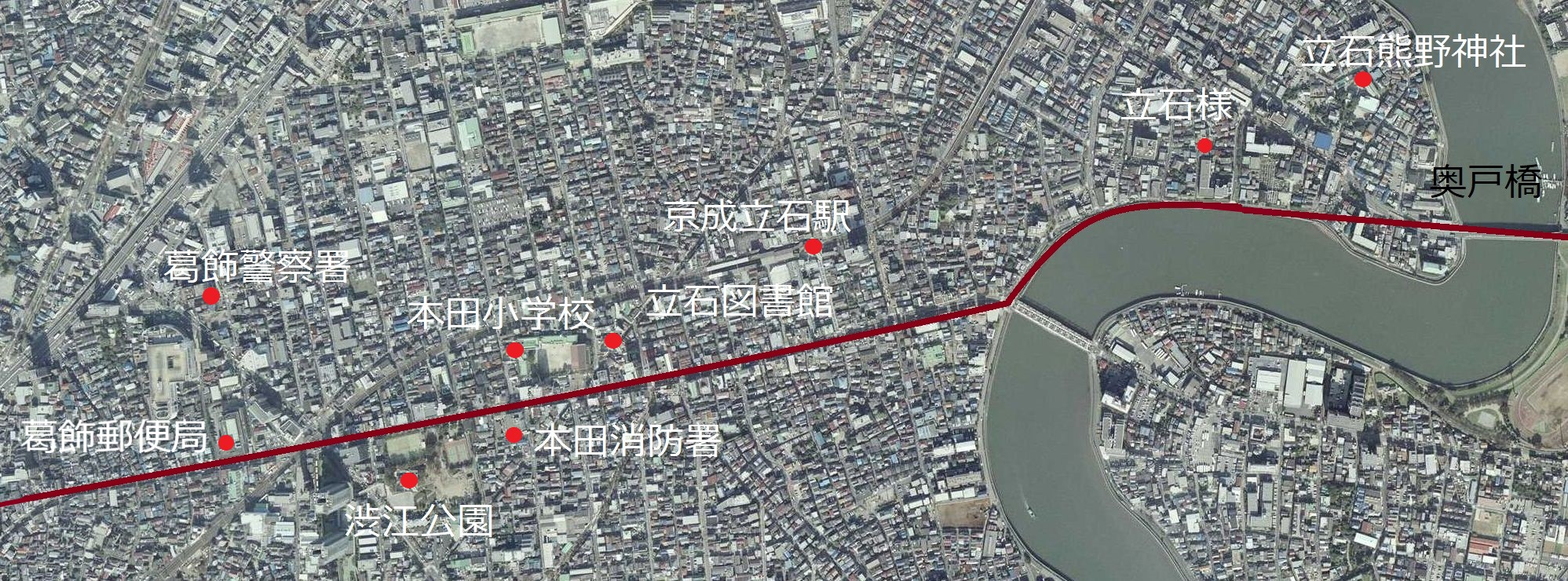
古代道路と推定される道（立石道）
国土地理院 地図・空中写真閲覧サービスの写真CKT20064X-C4-8 を元に加工

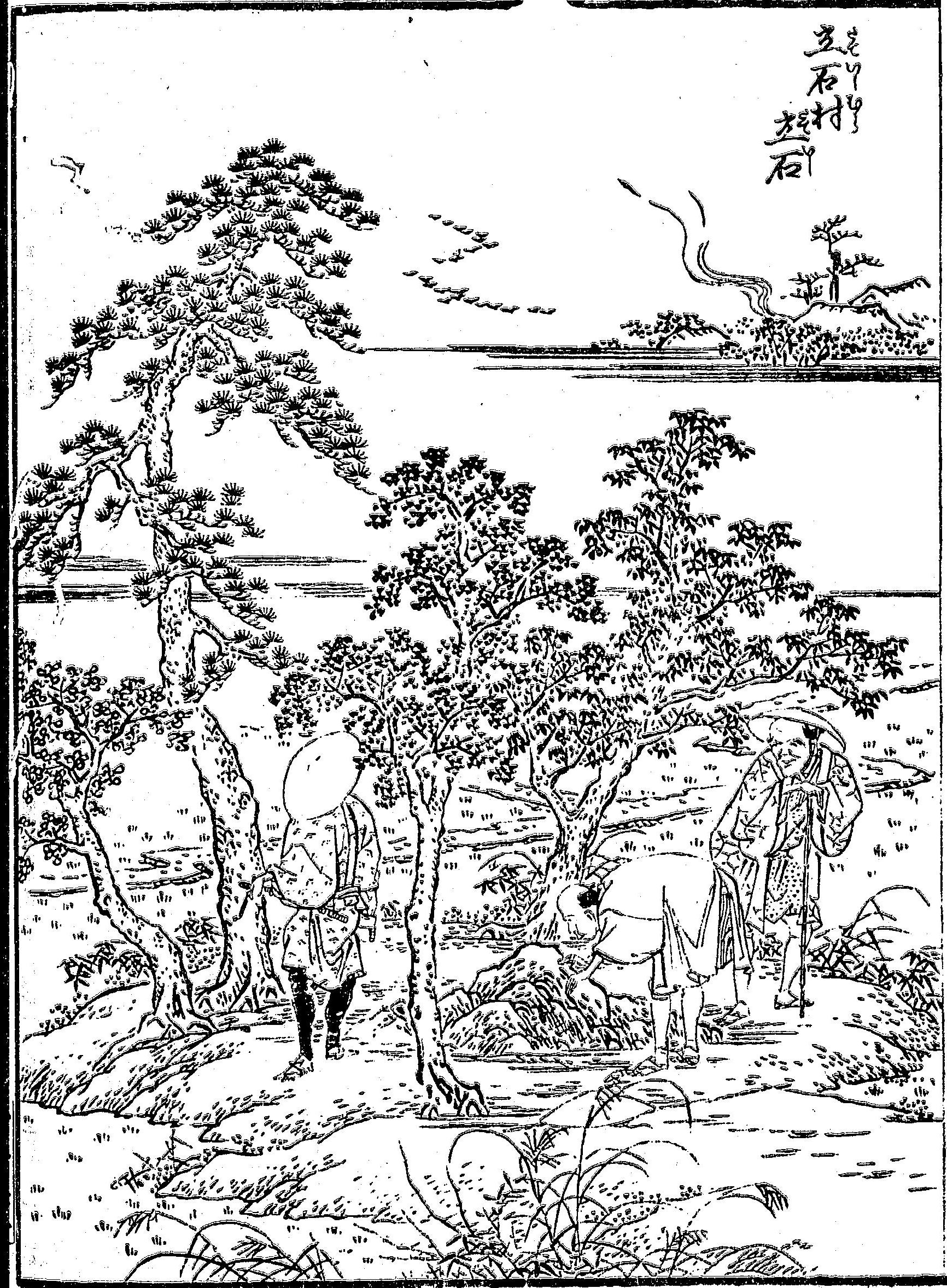
江戸名所図会 19巻 立石村 立石

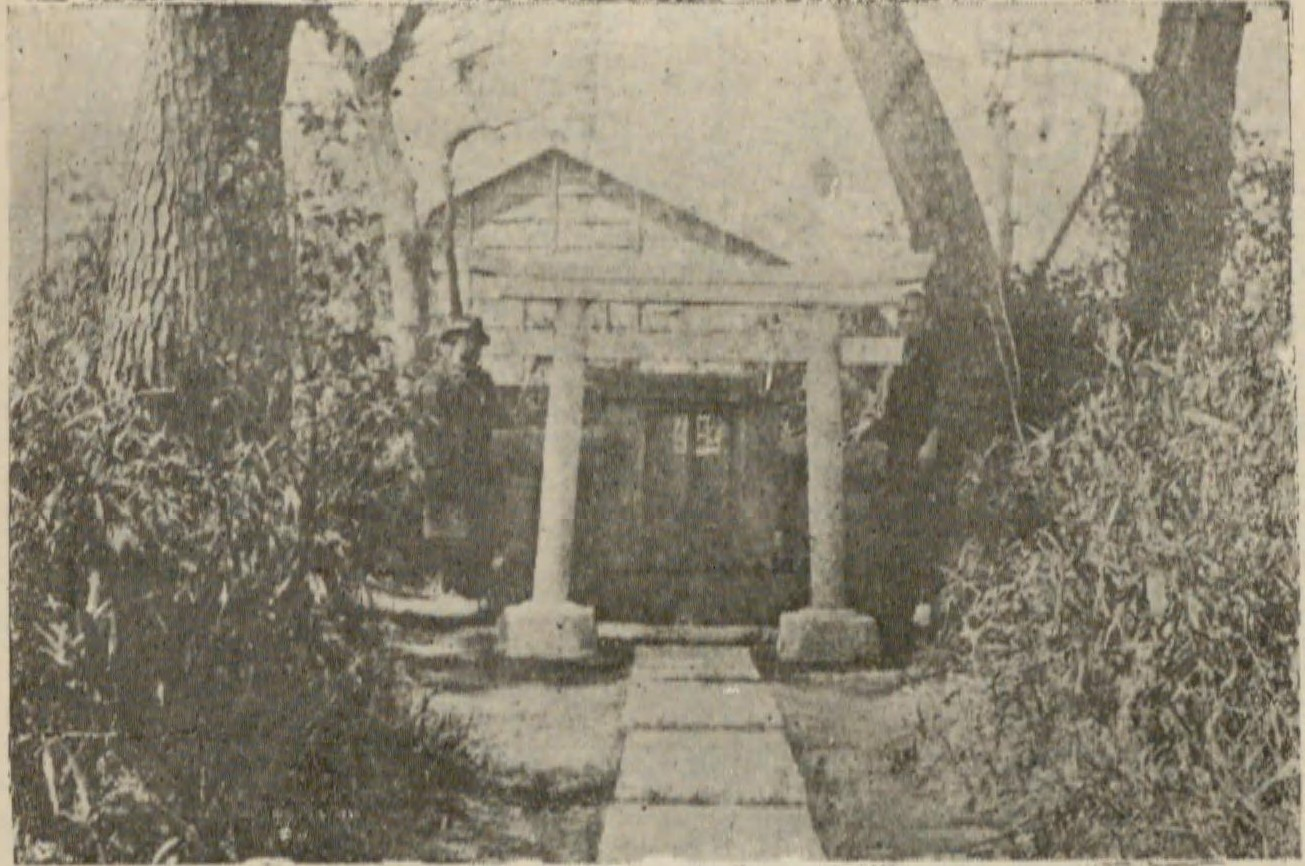
『上代の東京と其周囲』に掲載されている立石祠の写真

古墳時代後期には既に拓けていたと考えられており、立石様のある立石八丁目の周辺には南蔵院裏古墳（明治時代に破却）や熊野神社古墳といった古墳跡の存在が確認されている。
立石様自体も近郊の古墳の石室と同質の房州石（凝灰岩）であることが解っており、この頃、現在の千葉県にある鋸山付近より同地に持ち込まれ、奈良・平安時代には立石付近を横断していた古代の官道（東海道）の道標として転用されていたと考えられている。
室町時代の1398年（応永5年）に記された「葛西御厨田数注文」に地名としての立石が初めて登場する。

### 江戸時代

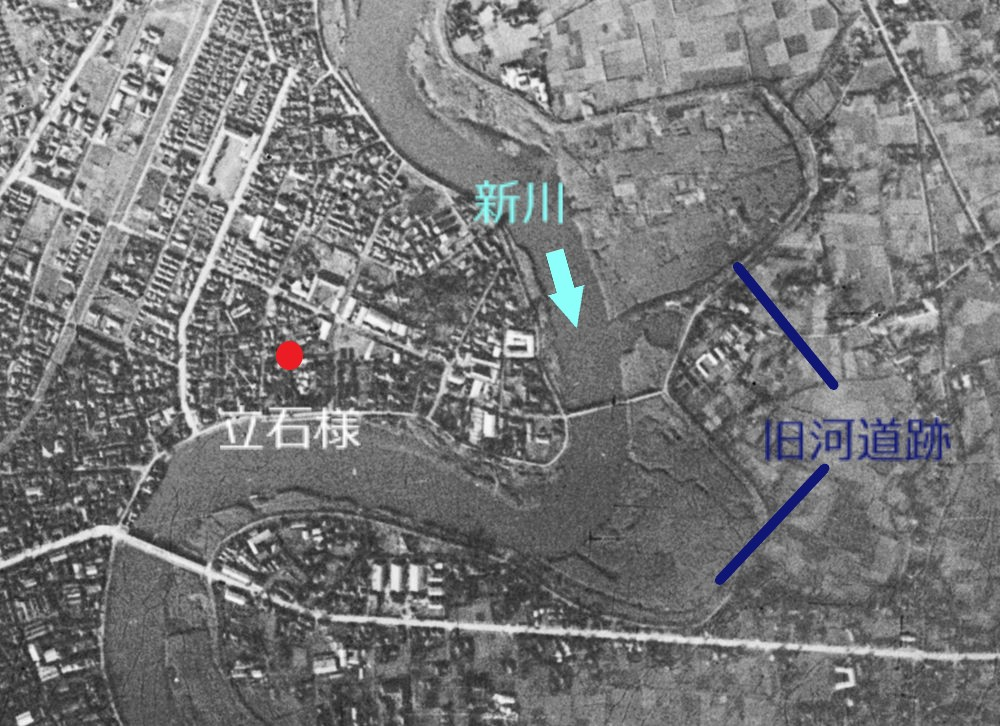
立石付近の中川河道の変更の様子 (写真撮影は1944年）
国土地理院 地図・空中写真閲覧サービスの写真8912-C3-216 を元に加工

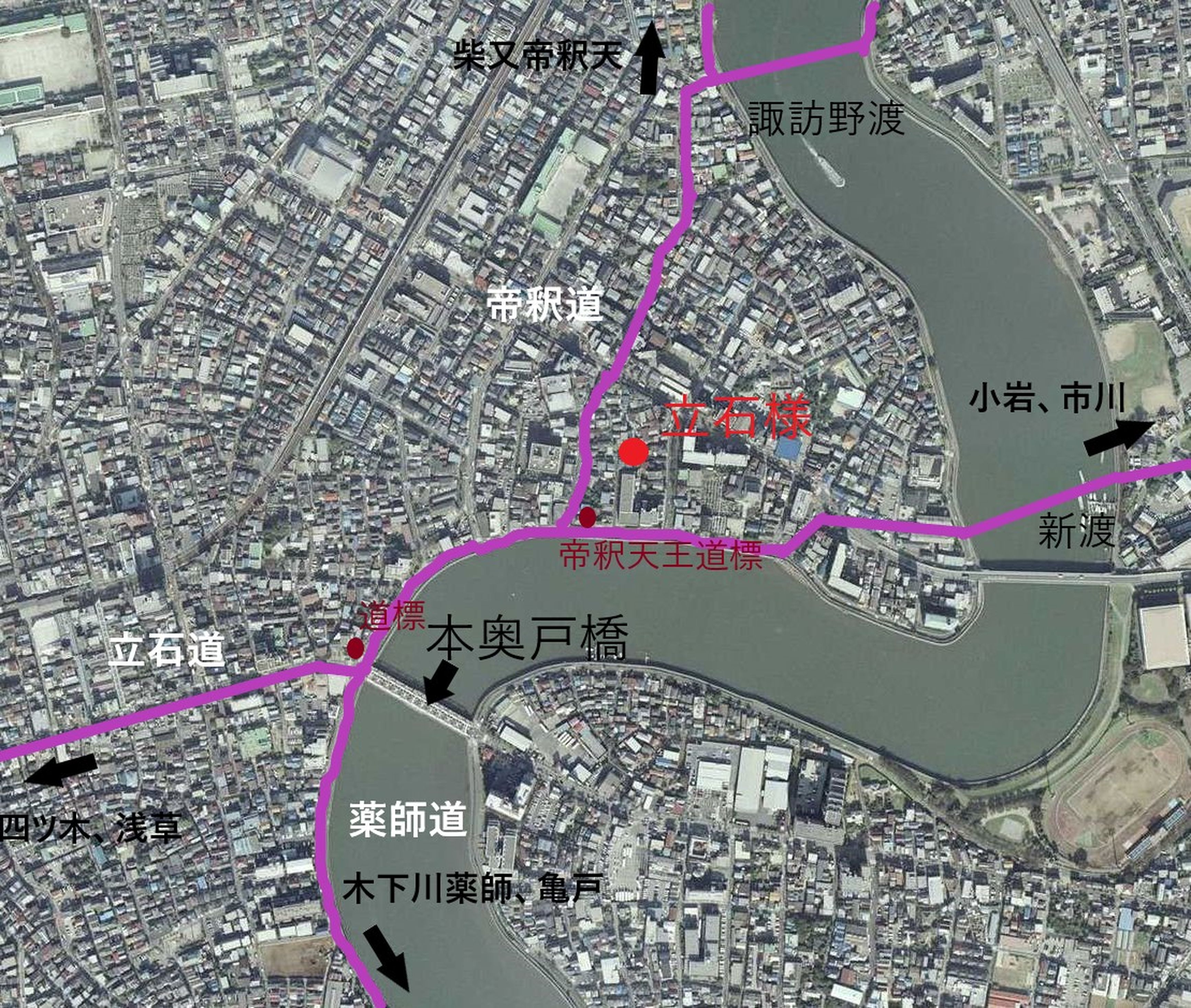
江戸時代・明治時代の帝釈詣の主要道。
国土地理院 地図・空中写真閲覧サービスの写真CKT20064X-C4-8 を元に加工

江戸時代、西葛西領のうち主に新田開発前から田畑のあった立石地域は隣接する向島地域とともに本田筋に区分されていた。『葛西誌』によれば、立石村は当初広大だったため、江戸時代の初め頃、川端村、原村、梅田村、四ツ木村、篠原村、中原村、淡ノ須村の7村が分村したという。また、享保年間には立石村の東端にあたる中川の河道を現在のように短絡させる工事が行われている。このとき中川の外側に残された地域は「立石新畑」と呼ばれていたが 、この跡は2018年現在、奥戸総合スポーツセンター（奥戸7-17-1および高砂1-2-1）などになっている。
この時代、この地域は米やその他の農産物を江戸に供給する農村地帯であった。また本田ウリと呼ばれるウリが当地の特産物であった。また、農産物の生育のため江戸で発生した下肥を利用するだけでなく、立石にはこれを運搬、販売することを生業とするものもいた。
また、江戸後期より鉄道の普及する明治後期までは庚申の日に江戸（東京）市中より、柴又帝釈天に徒歩で参詣する帝釈詣が行われており、立石はその通り道となっていた。亀戸方面から木下川薬師を経て立石に至る「薬師道」と浅草方面から四ツ木を経て立石に至る「立石道」の合流点が現在の本奥戸橋西詰にあり、中川に沿って少し北上した後、立石様の付近で"諏訪野渡"方向に左折し柴又帝釈天に至る経路であった。

### 明治時代
1869年（明治2年）から1871年（明治4年）の約3年間、立石のある地域一帯は小菅県に属していた。続いて東京府に編入されると大区小区制のもと当初第六大区十一小区、ついで第十一大区一小区に属した。1889年（明治22年）4月、町村制施行によって江戸時代より続く立石村、梅田村、川端村、原村、中原村、淡之須村、篠原村、渋江村、四ツ木村、宝木塚村の十の村を合わせて南葛飾郡立石村が成立した。この際、合併前の村名は大字名として存続した。なお立石村は1890年（明治23年）に本田村と改称している。
村役場は当初、現在の東立石3丁目にあったが、明治35年(1902年）頃に現在の葛飾区立立石図書館の位置に移転した。
また、明治35年(1902年）には村役場の隣接地に本田尋常小学校が移転されている。
なお当時より現在にいたるまで立石は中川での釣りを目当てに、近隣から人が訪れる場所でもある。明治末期の中川での釣りの様子は幸田露伴の短編小説「蘆声」にも描かれている。

### 大正時代から葛飾区成立まで

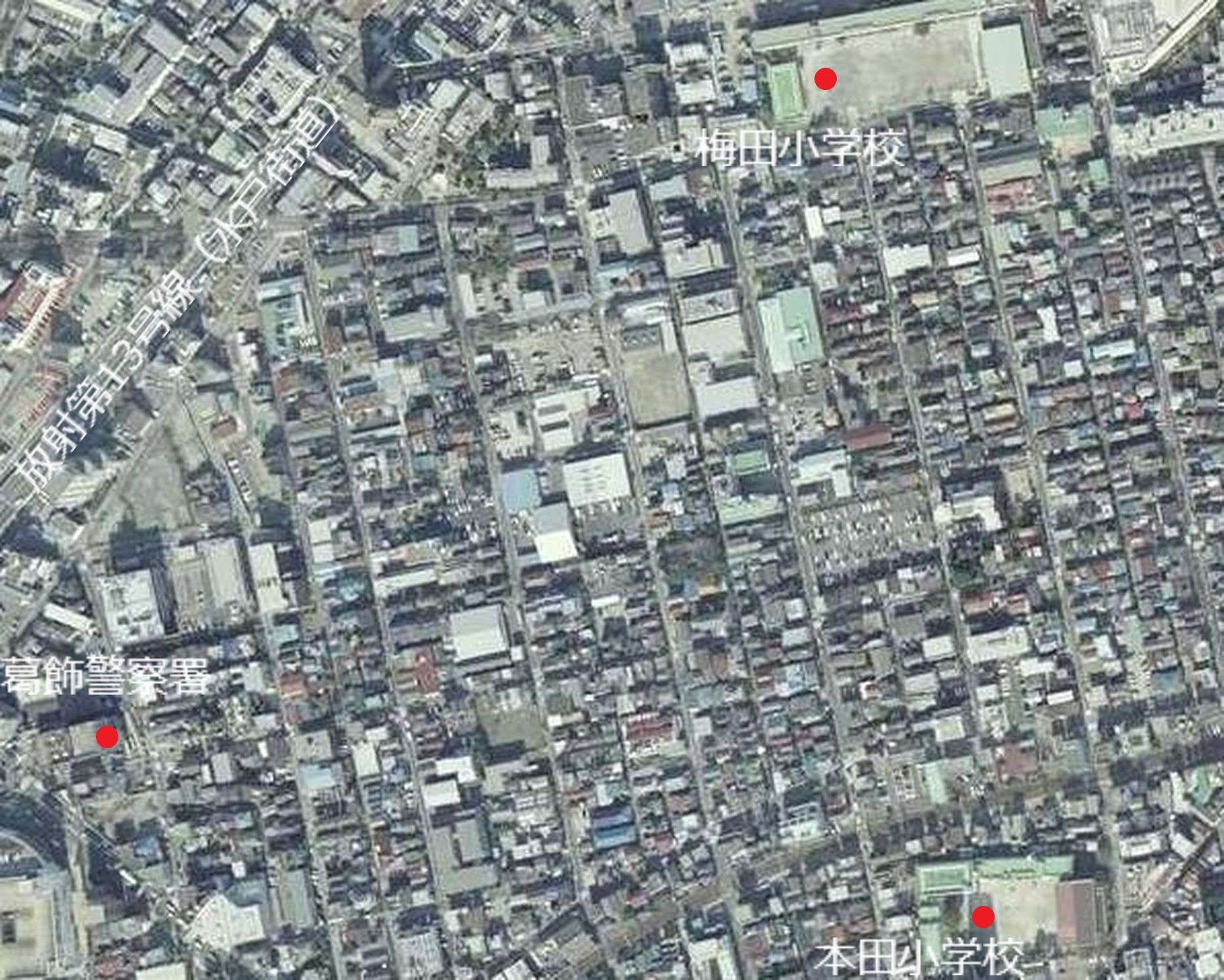
立石2丁目および3丁目の様子 (2006)。
国土地理院 地図・空中写真閲覧サービスの写真CKT20064X-C4-8 を元に加工

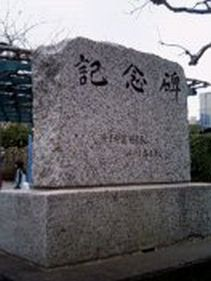
浜野繊維工業の跡地にある記念碑（東立石児童遊園内）

一方、近代化に伴い、それまでの農村地帯は急激に変貌を遂げていった。1912年（大正元年）11月には京成電気軌道が開業し、京成立石駅が開設されたことで、東京市部との移動が容易になった。次いで1914年（大正3年）4月には中川に木製の奥戸橋（旧橋）が架橋されて、奥戸村との間を渡船を利用せずに移動可能になった。なお、開業時の京成電気軌道の線路は現在の位置と異なり奥戸街道上の併用軌道であり、立石駅舎も現在地より東に位置していたが1923年（大正12年）12月に現在ある軌道に変更、立石駅も移転して現在の位置での営業を開始した。
また、1923年（大正12年）9月に発生した関東大震災では本所、深川、浅草などから発生した罹災民が比較的距離の近い本田村へ流入し、以降地域は急速に人口増加・宅地化した。なお現在でも、立石や東立石の多くの場所で方形に整然と区画整理されている地域がみられるが、これらは1922年（大正11年）頃から昭和初年にかけて、宅地化を目的に行われた耕地整理事業の産物である。なお立石駅の移転開設のもう一つの理由には、1923年6月に組織された「立石耕地整理組合」が耕地整理地域の中心に新しい駅を据えて設計を行ったためというのもあった。
また同時期に工業化も進み、1914年（大正3年）には現在の渋江公園の位置で、千種セルロイド工場が操業を始めた。これがこの地域における玩具産業の嚆矢となり、その後多くのセルロイド工場が立石や四つ木地域に集まってきた。現在でも、玩具産業の割合が高いのがこの地域の工業の特色の一つとなっている。更に中川の水が利用できたことから、江戸友禅を中心に染色工業なども発達した。
更に人口の増加に伴い、この頃には立石駅の南の現在の奥戸街道沿いには商店街が形成されていた。この商店街は1948年（昭和23年）には東京都により「美観商店街」に指定されている。ここで毎月7のつく日に開かれていた縁日は一時中断を挟みつつ、戦後もしばらく続いていた。このような人口増加の結果、1928年（昭和3年）3月1日に本田村は町制を施行し、本田町となった。

### 葛飾区成立から終戦まで
1932年（昭和7年）10月の東京市への編入、葛飾区の誕生により本田町は近隣の4町2村と合併した。それまで本田町内にあった各地域（以前の大字）はそれぞれ本田立石町、本田梅田町などと「本田」を冠して呼ばれるようになった。区役所は当初、旧本田町役場を使用していたが、1937年（昭和12年）、本田立石町365の現在のかつしかシンフォニーヒルズの位置に新築移転した。
また、これに先立つ1932年（昭和7年）3月には中川に鉄橋の本奥戸橋（旧橋）が架橋されている。同年には立石で最初の活動常設館（映画）である立石富士館が開館している。また1937年（昭和12年）には大衆演芸場の金剛座（現・立石1-22-11）が開設されている。
教育面では、1932年（昭和7年）4月に本田尋常小学校から本田第三尋常小学校（現・葛飾小学校）が独立、1939年（昭和14年）1月には、梅田尋常小学校（現・梅田小学校）が開校している。
第二次世界大戦中も軍需景気などの影響もあり、葛飾区への人口流入や工場進出は続いた。このころ玩具産業は輸出先のボイコットに始まり、金属やゴムの使用の制限や軍需工場への転換が求められ大きな打撃を受けていた。このような中、向島区にあった富山工場（後のタカラトミー）が、1941年（昭和16年）、木製玩具製造のための「太陽木工場」を本田立石町に設立した。
葛飾区の戦争における被害は東京都区部の他の地域に比べ少なかったといわれているが、1945年（昭和20年）2月19日午後の空襲で葛飾区役所やその周辺の寺院、家屋や葛飾小学校（現・青戸1-3）が全焼または半焼している。3月10日の東京大空襲の際には、大きな被害はなかったが立石の婦人会が数日間にわたって荒川を超えてきた被災民の救護にあたったという。一方で、戦争の激化に伴い、立石地域の小学生も新潟県へ集団疎開を行っている。

### 戦後から1950年代
立石の戦後復興は早く、ほどなく駅周辺の空き地に闇市が自然発生的に現れた。また、京成立石駅の北側には「立石新地」と呼ばれる特飲街が形成された。
一方、低湿地帯に属する立石地域は過去幾度もの洪水に見舞われる地域でもあった。その災害史の中でよく知られるのが1947年（昭和22年）9月に発生したカスリーン台風による被害であり、町域の多くが水没した。このとき、同年6月に架橋された木製の平和橋がわずか3ヶ月で半壊し、奥戸橋も破損によって1949年まで渡橋停止になった。
教育面では、学制改革によって新制中学である本田中学校や立石中学校などが開校している。同時期に南葛飾高等学校も立石に移転、隣接地に清和小学校も開校している。また1949年（昭和24年）には、本田小学校の隣りに葛飾区初の区立図書館（現・葛飾区立立石図書館）が開設されている。
また更なる人口流入に伴って、駅南側にアーケード付きの商店街（現在の仲見世商店街）が形成されたり、駅周辺に映画館が相次いで開館したのもこの時期である。

### 1960年代

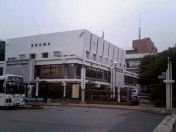
葛飾区総合庁舎

1960年（昭和35年）になると、京成電鉄が都営地下鉄1号線（現・浅草線）との相互直通運転を開始し、浅草や国鉄駅（浅草橋駅）への鉄道での直接アクセスが可能になった。同じ頃、京成立石駅南側の駅前商店街にアーケードが設置されている
。また、1963年（昭和38年）6月には京成立石駅前に葛飾区内初のスーパーマーケットであるイトーヨーカドー（現・ヨークフーズ立石店）がオープンしている。
更に、1968年（昭和43年）、京成立石駅が改築されて橋上駅になり、プラットホームが4両対応から8両対応に延長されている
。
1962年（昭和37年）5月には、葛飾区総合庁舎（葛飾区役所、区議会議事堂など）が落成した。跡地には。1965年（昭和40年）12月に体育館が開館し、区役所に隣接していた公会堂（1958年11月開設）と、東京都より移管された生活館（のちに区民会館に改築される）を合わせて「総合区民センター」と称していた。
1966年（昭和41年）、住居表示の実施により、従前の本田梅田町、本田町、本田立石町、本田中原町などの区域をもって現行の立石一丁目から八丁目が成立した。また、前年の1965年（昭和40年）には従前の本田原町、南立石町、本田川端町などの区域をもって東立石一丁目から四丁目が成立した。

### 1970年代
高度成長期が終わり安定成長期に入った1970年代には、地価の高騰などを原因に葛飾区の人口は減少に転じたが、立石も例外ではなく、1967年（昭和42年）に28,576人だった人口が、11年後の1977年（昭和52年）には23,128人と、5,000人以上減少している。
一方、1971年（昭和46年）2月には総合区民センター区民会館が開設され、1972年（昭和47年）には立石8丁目の奥戸橋が現在ある鉄橋に改築された。1977年（昭和52年）には葛飾区役所の近くに駐車場を備えた長崎屋立石店（現・オリンピック立石店）がオープンしている。
1977年 （昭和52年）、小菅水再生センターの開設とともに葛飾区内の公共下水道も供用を始めた。立石周辺はまず区役所のある5丁目から始まり、数年後にほぼ全域で利用可能になっている。

### 1980年・90年代
1988年（昭和63年）、本奥戸橋が現在の橋梁に改築された。改築前の本奥戸橋では1980年代半ばまで正月に「都民寒中水泳大会」が開催されていた。
1992年(平成4年）、旧総合区民センター体育館と公会堂の跡地にコンサートホールを主にした文化施設、葛飾区文化会館（シンフォニーヒルズ）本館が竣工した。このとき、隣接地にある区民会館は改修されて文化会館別館になった。

### 地名の由来
地名は、立石八丁目にある立石様という石に由来する。この立石様は、現在児童公園に併設する祠の中心に鎮座している。付近にかつて古墳があったことやその材質（房州石という凝灰石の一種）から、古墳の石室などと同様、千葉県鋸山付近より同地に持ち込まれたと推定されている。また、奈良・平安時代には立石付近を横断していた古代の官道（東海道）の道標として転用されていたと考えられている。江戸時代には高さ60センチ以上あり、「根有り石」とも呼ばれていた。名所として諸本（兎園小説、明細帳、江戸名所図会など）にも登場し、立石様の根を掘ったことで災いが起きたなどの伝説を生んでいる。のちに、立石様を打ち欠いて持つと病気に効くという信仰や、日清・日露戦争時には弾避けのお守りとして持ち去る者が現れたこと、また地盤沈下などの結果により、現在では地表より数センチ程度の高さしかない状況である。

## 世帯数と人口
2023年（令和5年）1月1日現在（東京都発表）の世帯数と人口は以下の通りである。
| 丁目       | 世帯数     | 人口     |
| ---------- | ---------- | -------- |
| 立石一丁目 | 1,091世帯  | 1,889人  |
| 立石二丁目 | 1,642世帯  | 3,015人  |
| 立石三丁目 | 1,318世帯  | 2,401人  |
| 立石四丁目 | 1,351世帯  | 2,575人  |
| 立石五丁目 | 1,693世帯  | 3,080人  |
| 立石六丁目 | 1,774世帯  | 3,483人  |
| 立石七丁目 | 1,074世帯  | 1,802人  |
| 立石八丁目 | 2,720世帯  | 4,933人  |
| 計         | 12,663世帯 | 23,178人 |

### 人口の変遷
国勢調査による人口の推移。
| 年                 | 人口   |
| ------------------ | ------ |
| 1995年（平成7年）  | 21,312 |
| 2000年（平成12年） | 21,397 |
| 2005年（平成17年） | 21,564 |
| 2010年（平成22年） | 22,057 |
| 2015年（平成27年） | 22,203 |
| 2020年（令和2年）  | 22,433 |

### 世帯数の変遷
国勢調査による世帯数の推移。
| 年                 | 世帯数 |
| ------------------ | ------ |
| 1995年（平成7年）  | 8,647  |
| 2000年（平成12年） | 9,098  |
| 2005年（平成17年） | 9,488  |
| 2010年（平成22年） | 10,190 |
| 2015年（平成27年） | 10,511 |
| 2020年（令和2年）  | 11,258 |

## 学区
区立小・中学校に通う場合、学区は以下の通りとなる（2021年4月時点）。
| 丁目       | 番地     | 小学校             | 中学校             |
| ---------- | -------- | ------------------ | ------------------ |
| 立石一丁目 | 全域     | 葛飾区立本田小学校 | 葛飾区立本田中学校 |
| 立石二丁目 | 全域     | 葛飾区立梅田小学校 | 葛飾区立大道中学校 |
| 立石三丁目 | 全域     | 葛飾区立梅田小学校 | 葛飾区立立石中学校 |
| 立石四丁目 | 全域     | 葛飾区立梅田小学校 | 葛飾区立立石中学校 |
| 立石五丁目 | 1～9番   | 葛飾区立梅田小学校 | 葛飾区立大道中学校 |
| 立石五丁目 | 10〜12番 | 葛飾区立梅田小学校 | 葛飾区立立石中学校 |
| 立石五丁目 | 13〜28番 | 葛飾区立清和小学校 | 葛飾区立立石中学校 |
| 立石六丁目 | 全域     | 葛飾区立清和小学校 | 葛飾区立立石中学校 |
| 立石七丁目 | 全域     | 葛飾区立清和小学校 | 葛飾区立立石中学校 |
| 立石八丁目 | 全域     | 葛飾区立葛飾小学校 | 葛飾区立立石中学校 |

## 事業所
2021年（令和3年）現在の経済センサス調査による事業所数と従業員数は以下の通りである。
| 丁目       | 事業所数    | 従業員数 |
| ---------- | ----------- | -------- |
| 立石一丁目 | 237事業所   | 1,605人  |
| 立石二丁目 | 109事業所   | 1,701人  |
| 立石三丁目 | 109事業所   | 821人    |
| 立石四丁目 | 160事業所   | 969人    |
| 立石五丁目 | 146事業所   | 3,517人  |
| 立石六丁目 | 142事業所   | 1,188人  |
| 立石七丁目 | 164事業所   | 1,282人  |
| 立石八丁目 | 166事業所   | 1,354人  |
| 計         | 1,233事業所 | 12,437人 |

### 事業者数の変遷
経済センサスによる事業所数の推移。
| 年                 | 事業者数 |
| ------------------ | -------- |
| 2016年（平成28年） | 1,280    |
| 2021年（令和3年）  | 1,233    |

### 従業員数の変遷
経済センサスによる従業員数の推移。
| 年                 | 従業員数 |
| ------------------ | -------- |
| 2016年（平成28年） | 9,832    |
| 2021年（令和3年）  | 12,437   |

## 交通

### 鉄道
- 京成電鉄
  - 京成押上線:京成立石駅

現在の駅舎は1968年に改築された橋上駅舎であり、2018年には築50周年を迎えるが高架化工事が予定されている。京成押上線京成立石駅を中心とした生活エリアをまとめて立石または京成立石（けいせいたていし）と呼ぶこともある。この場合、行政上の町名でいえば立石や東立石などがほぼ該当する。

### 路線バス

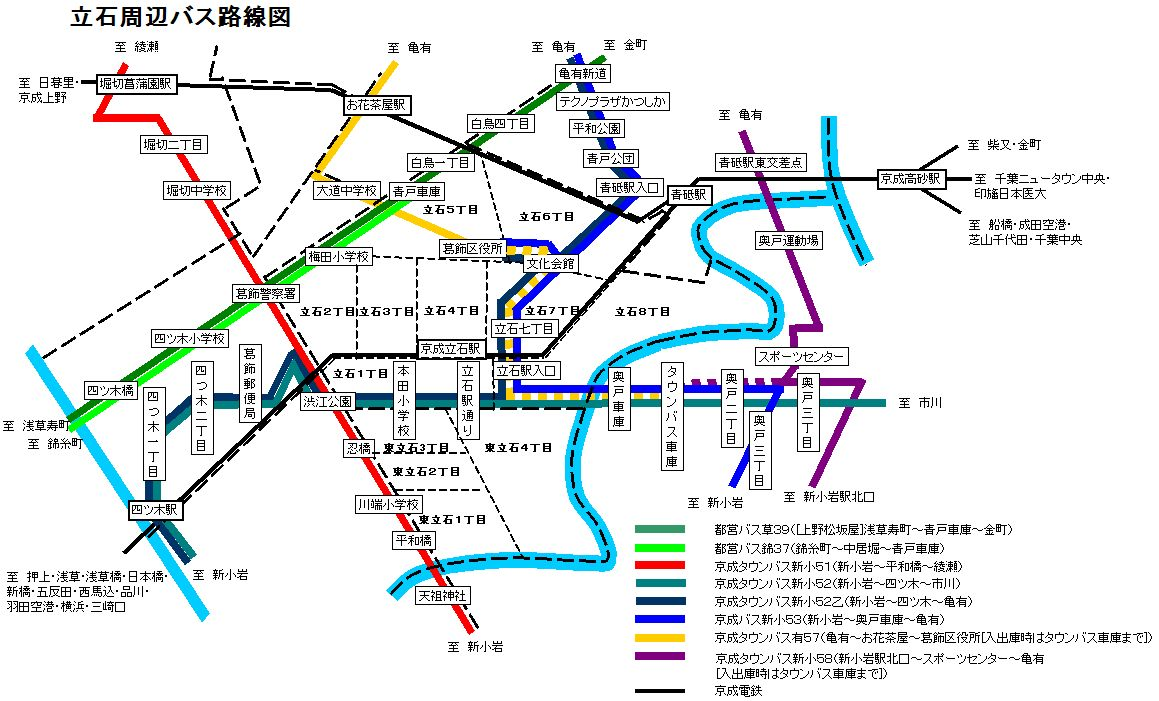
立石周辺のバス路線

都営バス、京成バス東京、京成バスの各バス路線がある。京成バス新小53系統を利用した新小岩駅、亀有駅からの所要時間はいずれも15 - 30分程度である。

### 道路・橋梁

#### 道路
- 国道6号（水戸街道）
- 東京都道60号市川四ツ木線（奥戸街道）
- 東京都道308号千住小松川葛西沖線（平和橋通り）

#### 橋梁

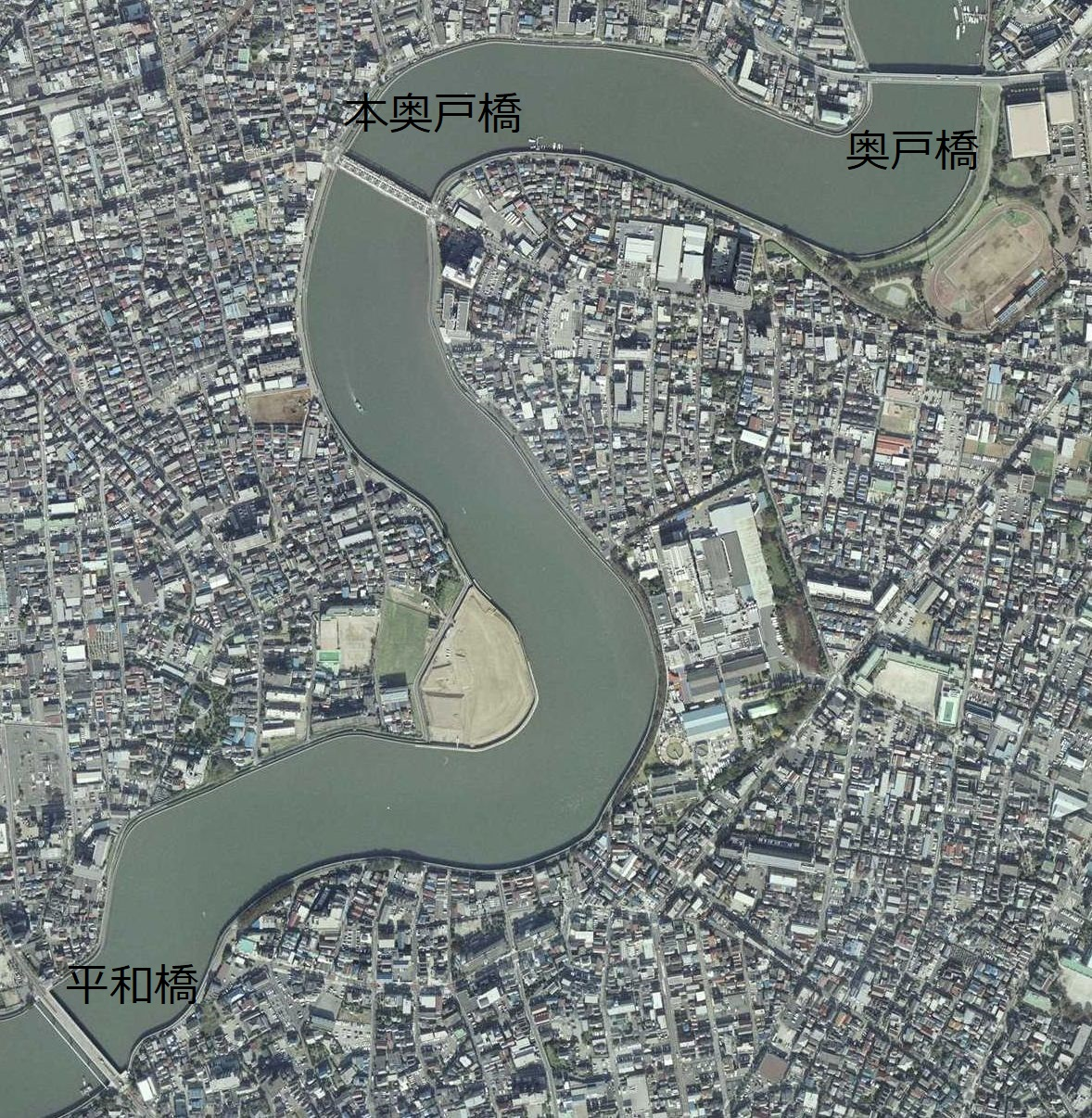
国土地理院 地図・空中写真閲覧サービスの写真CKT20064X-C4-8 を元に加工

- 奥戸橋
- 本奥戸橋
- 平和橋

## 施設
区役所等
- 葛飾区総合庁舎（区役所、都税事務所、区議会議事堂など）

国、都の施設
- 葛飾警察署
- 本田消防署
- 東京都水道局葛飾営業所
- 葛飾税務署
- 葛飾年金事務所

集会施設
- 立石地区センター

文化施設

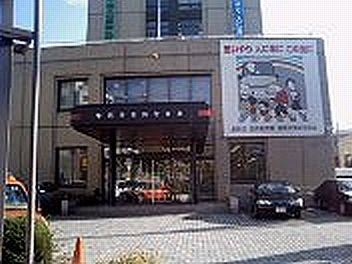
葛飾警察署
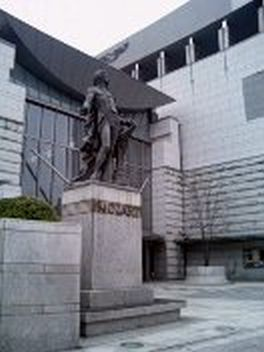
かつしかシンフォニーヒルズ
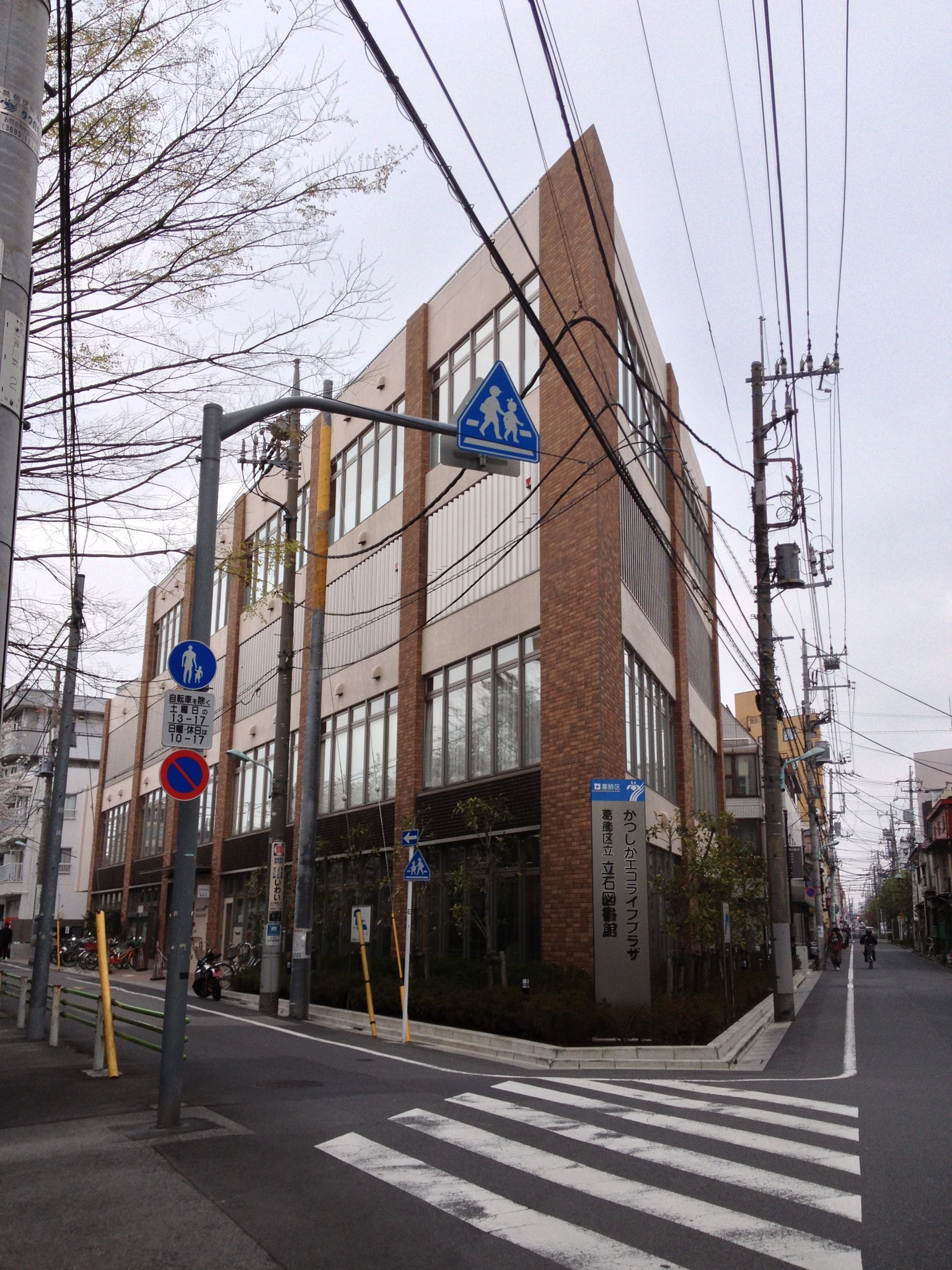
立石図書館
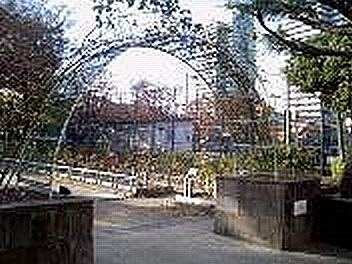
渋江公園
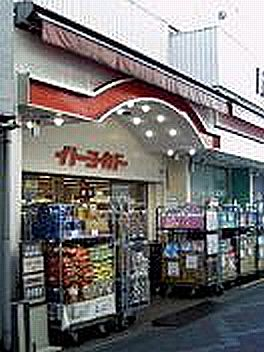
イトーヨーカドー立石店
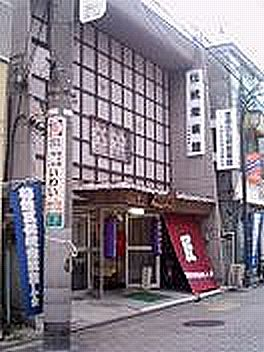
葛飾区伝統産業館
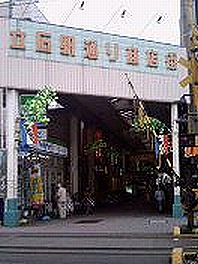
立石駅通り商店街
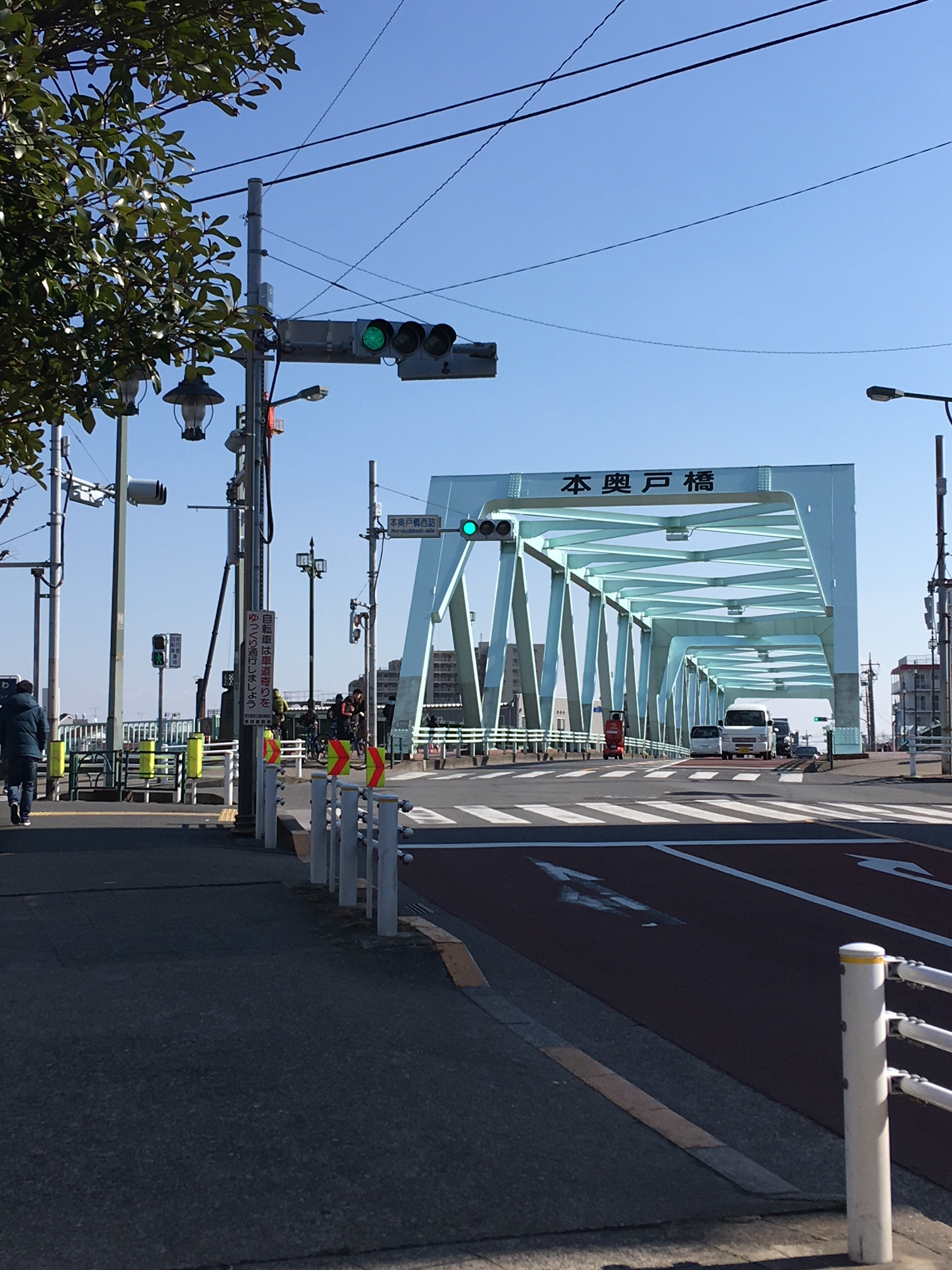
本奥戸橋

- 葛飾エフエム放送

医療・福祉施設
- 平成立石病院
- 立石休日応急診療所（葛飾区医師会館）
- シニア活動支援センター
- 勤労福祉会館
- ウィメンズパル（男女平等推進センター、消費生活センター、障害者就労支援センター）
- 社会福祉法人原町成年寮

保育園
- 本田保育園
- 梅田保育園
- 立石駅前保育園

幼稚園
- 葛飾こどもの園
- 麻耶幼稚園
- 熊野幼稚園

小学校
- 葛飾区立本田小学校
- 葛飾区立梅田小学校
- 葛飾区立清和小学校

中学校
- 葛飾区立立石中学校

高等学校
- 東京都立南葛飾高等学校

銀行
- きらぼし銀行立石支店
- みずほ銀行葛飾支店

スーパーマーケット
- ヨークフーズ立石店
- サミット葛飾区役所前店

家電量販店
- コジマ×ビックカメラ葛飾店

産業振興
- 葛飾区伝統産業館

商店街
- 立石駅通り商店会
- 立石大通り商店会
- 立石勉強会
- 立石中央通り商店会
- 立石仲見世共盛会
- 立石2丁目ハッピー商店会
- 本田商栄会
- 立石すずらん通り商店会
- 区役所通り商店会
- 立石西町商栄会
- 立石通り商和会
- 立石デパート商店会

- 葛飾警察署
- かつしかシンフォニーヒルズ
- 葛飾区立立石図書館
- 渋江公園
- イトーヨーカドー立石店
- 葛飾区伝統産業館
- 立石駅通り商店街
- 本奥戸橋

## 史跡・寺社

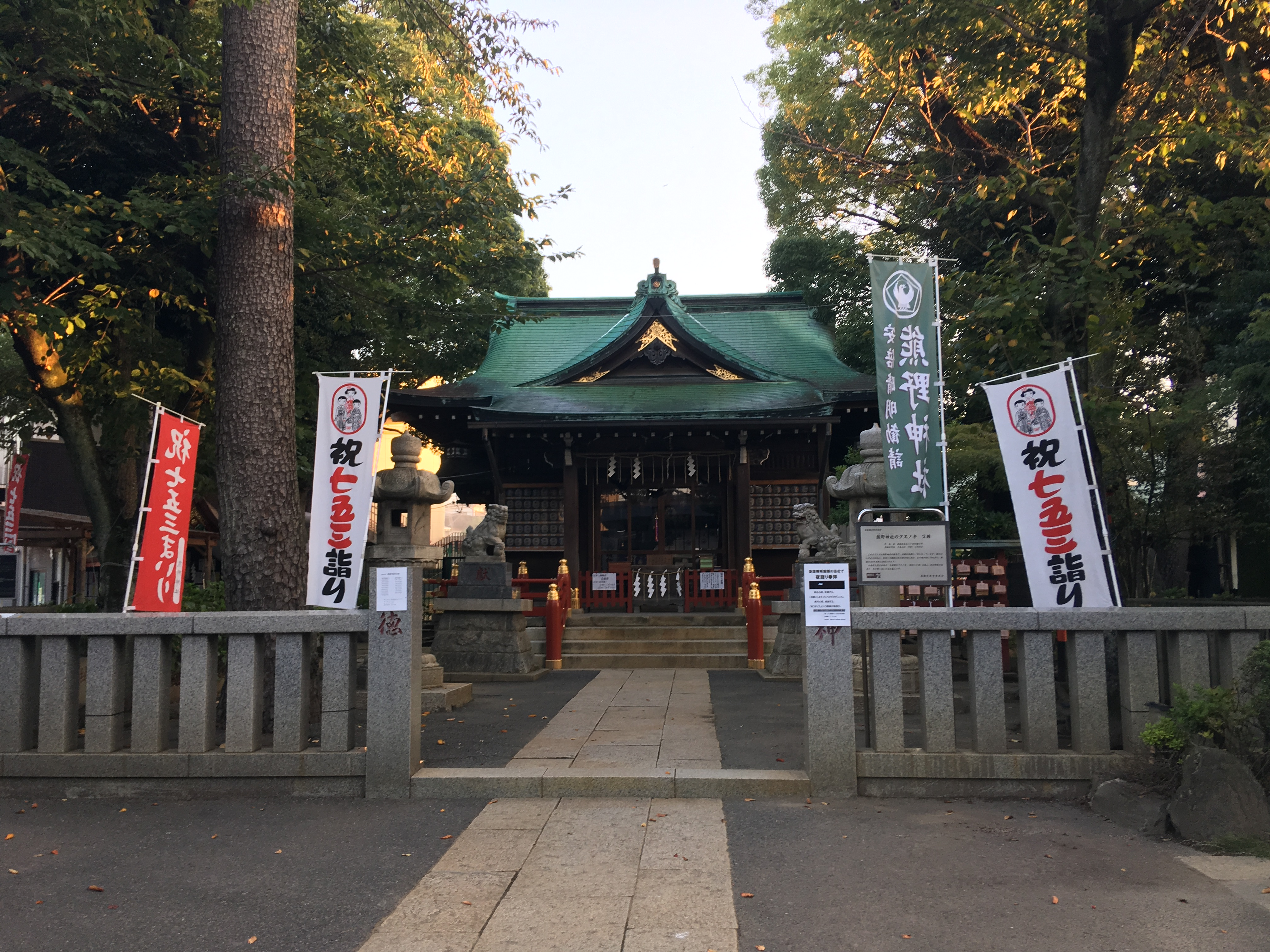
熊野神社

- 立石様（立石八丁目）
- 法善寺（立石七丁目）
- 源寿院（立石七丁目）
- 貞巌寺（立石七丁目）
- 證願寺（立石七丁目）
- 西円寺（立石八丁目）
- 南蔵院（立石八丁目）
- 普門院（立石八丁目）
- 熊野神社（立石八丁目）

- 熊野神社

## その他
- かつての立石を舞台として、つげ義春・忠男兄弟が漫画を描いている。
- かつては日本製薬葛飾工場が存在しており、血液製剤の製造が行われていた。この原料確保のために売血が実施されており、売血制度が廃止される1990年まで売血目的に訪れる人も絶えなかった。
- 1957年 （昭和32年） 頃、「熊沢天皇」と呼ばれた熊沢寛道が、京成押上線に隣接した民家 （現・立石1-7)に住んでいたことがある[81][82]。
- 立石七丁目には玩具メーカーのタカラトミーの本社がある。2006年2月までは同地はトミーの、隣町の青戸はタカラの本社所在地であった。
- ヨークフーズ立石店は、2020年5月までイトーヨーカドー立石店であった。店舗番号6番だったこの店舗は、創業の地（1号店）であったザ・プライス千住店（足立区千住、北千住駅前）が2016年4月10日に閉店して以降の約4年間（「イトーヨーカドー」名義では2009年3月15日以降の約11年間）、現存する最古のイトーヨーカドーであった。その後は高砂店（葛飾区高砂、店舗番号19番）が現存最古のイトーヨーカドー店舗になっている。2020年6月現在、ヨークフーズ立石店は、1963年開店のイトーヨーカドーの建物をそのまま使用している。
- 2003年より、毎年9月の第1土曜日に「立石サンバカーニバル」（2007年に「立石フェスタ」と名称を変更）を開催している。これは京成立石駅周辺の商店会が協力して開催しているものであり、立石地域最大のイベントである。

### 日本郵便
- 郵便番号 : 124-0012[3]（集配局 : 葛飾郵便局[83]）。

## 立石にちなむ作品

### 小説
- 幸田露伴『蘆声』、1928年[31]
- 永井荷風『老人』、1950年[84]
- 半村良『葛飾物語』、1996年

### 映画
- 『左ききの狙撃者 東京湾』野村芳太郎・監督 1962年 [85]
- 『警視庁物語 自供』小西通雄・監督 1964年 [85]
- 『無頼平野』石井輝男・監督 1995年
- 『間宮兄弟』江國香織・原作 森田芳光・監督 2006年 [85]
- 『わたしは光をにぎっている』中川龍太郎・監督 2019年

### 漫画
- 『無頼平野』『昭和ご詠歌』『与太』『雨季』つげ忠男・作
- 『やもり』『海へ』『大場電気鍍金工業所』『少年』『下宿の頃』つげ義春・作